# Convocazioni al campionato nordamericano femminile di pallavolo 2007
Elenco delle giocatrici convocate per il campionato nordamericano 2007.